# Pó de pedra

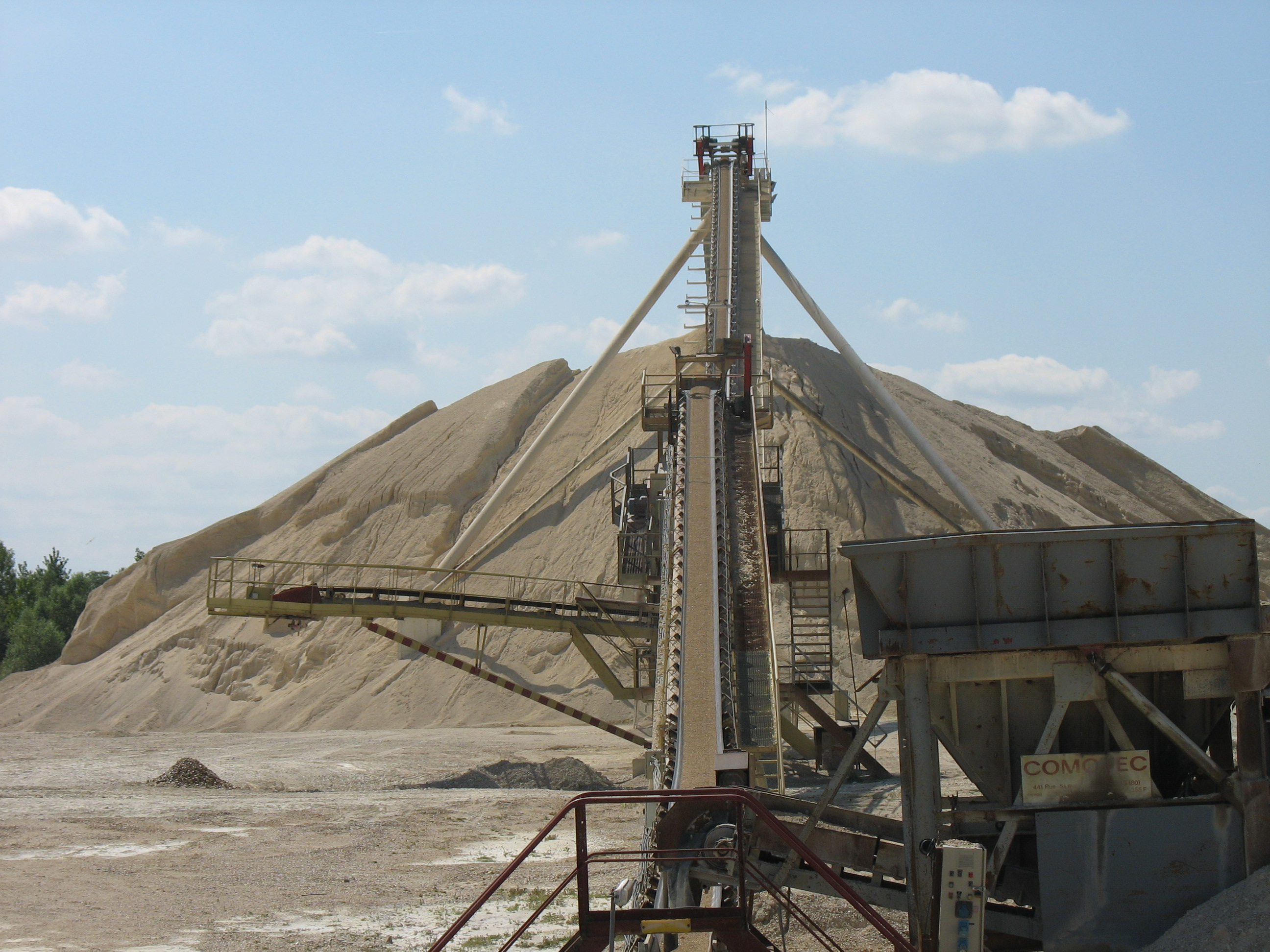
Equipamento para britagem e separação de pó de brita

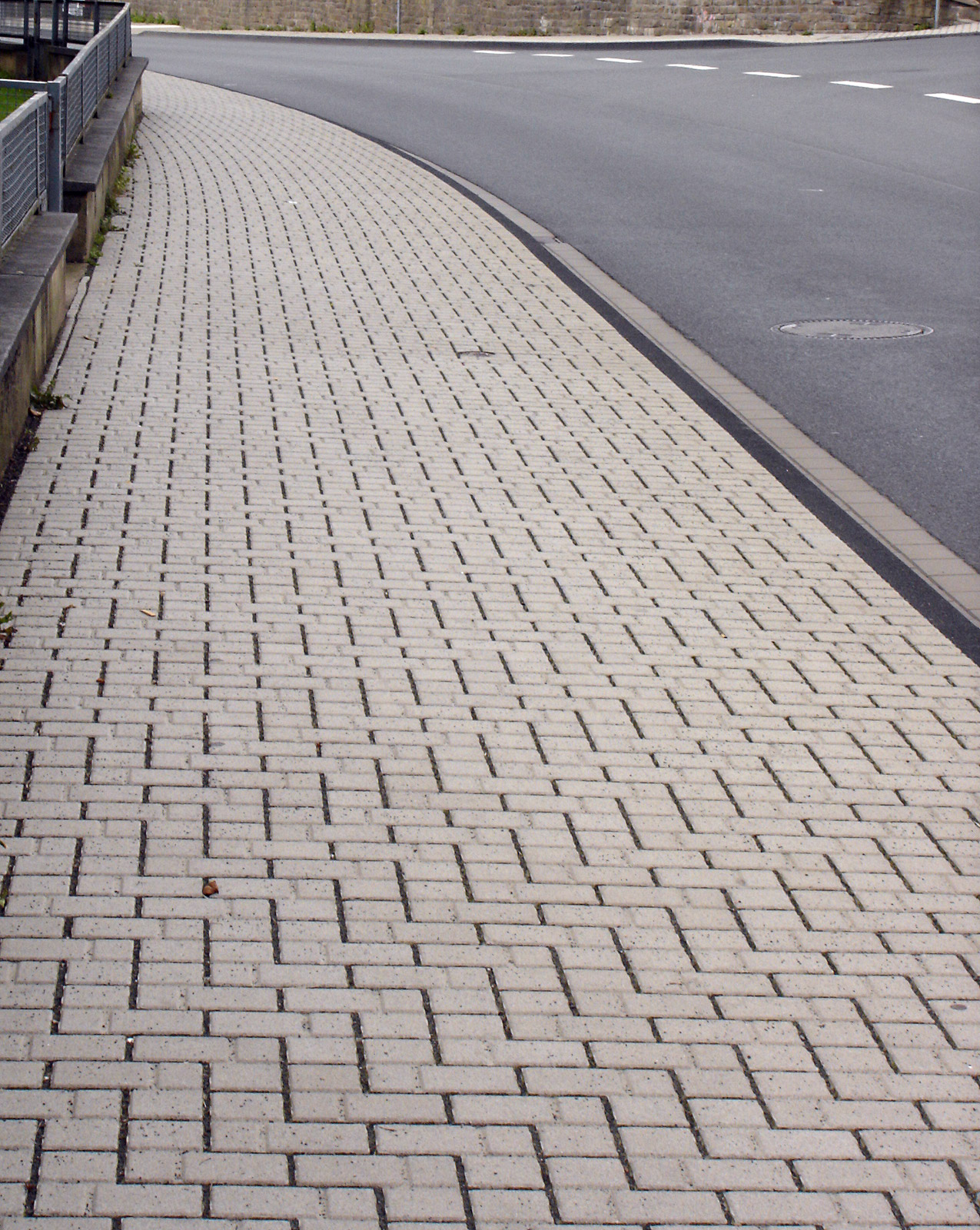
O pó de brita é usado na construção de calçadas

Pó de pedra é um tipo de brita, com textura fina normalmente utilizado na construção civil. Também conhecido como pó de brita ou areia sintética, é um material de construção utilizado em calçadas, asfaltos e na fabricação de elementos pré-moldados. Serve também para a preparação de argamassa para assentamento e emboço. É utilizado em contrapiso para a estabilização do solo.

## Fabricação
O material é obtido pelo processo de britagem de rocha e separação com peneira de malha.
Segundo a norma NBR 7211 da Associação Brasileira de Normas Técnicas (ABNT), as britas são classificados em função a sua granulometria, sendo o pó de pedra a mais fina delas.

## Na agricultura
O pó de brita tem sido utilizado no preparo do solo como um equalizador, fazendo as vezes de fertilizante com a vantagem de ser um elemento renovável e de baixo custo. 